# Progressió aritmètica de segon ordre
En matemàtiques, una progressió aritmètica de segon ordre és una successió matemàtica en la qual les diferències de dos termes consecutius conformen una progressió aritmètica. El terme general d'una progressió aritmètica de segon ordre és un polinomi de segon grau:
{\displaystyle a_{n}=an^{2}+bn+c}
on {\displaystyle a\neq 0}.
El terme general de la diferència de la progressió és 
{\displaystyle d_{n}=2an+a+b}

## Exemples
- La successió 3, 6, 11, 18, 27,... té terme general {\displaystyle a_{n}=n^{2}+2} i la seva diferència és {\displaystyle d_{n}=2n+1}.
- La successió 1, 9, 25, 49,... (quadrats dels nombres imparells) té terme general {\displaystyle a_{n}=4n^{2}-4n+1}.

## Suma de termes consecutius
La suma dels primers {\displaystyle n} termes d'una progressió aritmètica de segon ordre {\displaystyle a_{n}=an^{2}+bn+c} pot calcular-se mitjançant la fórmula 
{\displaystyle S_{n}={\frac {an^{3}}{3}}+{\frac {an^{2}}{2}}+{\frac {an}{6}}+{\frac {bn^{2}}{2}}+{\frac {bn}{2}}+cn}